# Wereldkampioenschap atletiek op de weg 2006
Het wereldkampioenschap op de weg 2006 vond plaats op 1 oktober 2006. Het kampioenschap werd georganiseerd door de IAAF met als inzet de wereldtitel op de weg. De wedstrijd vond plaats in de Hongaarse stad Debrecen en ging over 20 km.
In totaal namen 160 atleten uit 42 landen deel. Voor elke wedstrijdsklasse werd er ook een teamklassement samengesteld van alle landen met drie lopers of meer. De klassering van een team werd berekend aan de hand van de totaaltijd van de drie snelste lopers.
Het parcours bestond uit vier rondes van 5000 m. Aan de start en de finish stond het hoofdgebouw van de Universiteit van Debrecen. Het hoogste en laagste punt van het parcours verschilde 3,25 meter. De wedstrijd van de vrouwen startte om 11:00 en die van de mannen om 13:00.
De wedstrijd werd gewonnen door de Nederlandse Lornah Kiplagat met een verbetering van het wereldrecord tot 1:03.21. Ook de tweede vrouw Constantina Tomescu uit Roemenië bleef met haar 1:03.23 onder de oude wereldrecordtijd van 1:03.26, dat gelopen werd door de Britse Paula Radcliffe bij de IAAF wereldkampioenschap halve marathon 2001 in Bristol. Nederland eindigde bij het teamklassement van de vrouwen op een zevende plaats. Namens België nam alleen Rik Ceulemans deel. Hij eindigde op een 56e plaats.
Opmerkelijk was dat bij deze wedstrijd voor het eerste een gehandicapt sporter deelnam. Mark Brown uit Gibraltar verloor zijn arm tijdens een verkeersongeluk in 1981.

## Prijzengeld
De IAAF stelde 245.000 dollar prijzen geld beschikbaar hetgeen gestaffeld werd uitgeloofd aan de eerste zes atleten, atletes en teams.
| plaats | individueel | team     |
| ------ | ----------- | -------- |
| 1e     | $ 30.000    | $ 15.000 |
| 2e     | $ 15.000    | $ 12.000 |
| 3e     | $ 10.000    | $ 9000   |
| 4e     | $ 7000      | $ 7500   |
| 5e     | $ 5000      | $ 6000   |
| 6e     | $ 3000      | $ 3000   |

## Uitslagen

### Mannen

#### Individueel
| Rang   | Atleet                    | Land | Tijd    | Opmerkingen |
| ------ | ------------------------- | ---- | ------- | ----------- |
| Goud   | Zersenay Tadese           | ERI  | 56.01   | CR          |
| Zilver | Robert Kipkorir Kipchumba | KEN  | 56.41   | NR          |
| Brons  | Wilson Kiprotich Kebenei  | KEN  | 57.15   |             |
| 4      | Wilson Busienei           | UGA  | 57.21   | NR          |
| 5      | Wilfred Taragon           | KEN  | 57.22   |             |
| 6      | Deriba Merga              | ETH  | 57.27   |             |
| 7      | Tadese Tola               | ETH  | 57.27   |             |
| 8      | Mubarak Shami             | QAT  | 57.33   | NR          |
| 9      | Dieudonné Disi            | RWA  | 57.42   | NR          |
| 10     | Yonas Kifle               | ERI  | 57.49   |             |
| 11     | Ryan Hall                 | USA  | 57.54   |             |
| 12     | Dickson Marwa             | TAN  | 58.19   |             |
| 13     | Martin Toroitich          | UGA  | 58.26   |             |
| 14     | Essa Ismail Rashed        | QAT  | 58.31   |             |
| 15     | Cuthbert Nyasango         | ZIM  | 58.43   |             |
| 16     | Jamal Bilal Salem         | QAT  | 58.55   |             |
| 17     | Fred Mogaka               | KEN  | 59.07   |             |
| 18     | Lusapho April             | RSA  | 59.09   |             |
| 19     | James Theuri              | FRA  | 59.11   |             |
| 20     | Demssew Tsega             | ETH  | 59.23   |             |
| 21     | Tesfayohannes Mesfen      | ERI  | 59.29   |             |
| 22     | Iván Hierro               | ESP  | 59.29   |             |
| 23     | Migidio Bourifa           | ITA  | 59.37   |             |
| 24     | James Kibet               | UGA  | 59.40   |             |
| 25     | Antonello Petrei          | ITA  | 59.45   |             |
| 26     | Patrick Makau Musyoki     | KEN  | 59.54   |             |
| 27     | Kazuo Ietani              | JPN  | 59.56   |             |
| 28     | Stephen Rogart            | TAN  | 1:00.03 |             |
| 29     | Sultan Khamis Zaman       | QAT  | 1:00.07 |             |
| 30     | Andrew Carlson            | USA  | 1:00.12 |             |
| 31     | Moulay Ali Ouadih         | FRA  | 1:00.15 |             |
| 32     | Masayuki Tomura           | JPN  | 1:00.24 |             |
| 33     | Enos Matalane             | RSA  | 1:00.25 |             |
| 34     | Max King                  | USA  | 1:00.26 |             |
| 35     | Masatoshi Ibata           | JPN  | 1:00.30 |             |
| 36     | Ibrahim Fouliyeh          | FRA  | 1:00.43 |             |
| 37     | Juan Vargas               | MEX  | 1:00.45 |             |
| 38     | Henryk Szost              | POL  | 1:00.51 |             |
| 39     | Iván Galán                | ESP  | 1:00.55 |             |
| 40     | Sergey Rybin              | RUS  | 1:00.57 |             |
| 41     | Francis Kirwa             | FIN  | 1:00.57 |             |
| 42     | João de Lima              | BRA  | 1:00.59 |             |
| 43     | Rafael Iglesias           | ESP  | 1:01.00 |             |
| 44     | Adriano Fortes            | BRA  | 1:01.05 |             |
| 45     | Martin Dent               | AUS  | 1:01.15 |             |
| 46     | Jussi Utriainen           | FIN  | 1:01.24 |             |
| 47     | Kahsay Kidane             | ERI  | 1:01.34 |             |
| 48     | Norman Dlomo              | RSA  | 1:01.37 |             |
| 49     | Fabio Mascheroni          | ITA  | 1:01.38 |             |
| 50     | Elson Gracioli            | BRA  | 1:01.53 |             |
| 51     | Pablo López               | ESP  | 1:01.56 |             |
| 52     | Juan Carlos Romero        | MEX  | 1:01.57 |             |
| 53     | Gian Marco Buttazzo       | ITA  | 1:02.00 |             |
| 54     | Tamás Tóth                | HUN  | 1:02.04 |             |
| 55     | Joseph Driscoll           | USA  | 1:02.11 |             |
| 57     | Cian McLoughlin           | IRL  | 1:02.22 |             |
| 58     | Ernesto Zamora            | URU  | 1:02.23 |             |
| 59     | Tomonori Michikata        | JPN  | 1:02.29 |             |
| 60     | Mphuthumi Ngedle          | RSA  | 1:02.34 |             |
| 61     | Balázs Csillag            | HUN  | 1:02.45 |             |
| 62     | George Mofokeng           | RSA  | 1:02.59 |             |
| 63     | Simon Munyutu             | FRA  | 1:03.00 |             |
| 64     | Mohamed Abou Serea        | EGY  | 1:03.01 |             |
| 65     | Kazuyoshi Shimozato       | JPN  | 1:03.03 |             |
| 66     | Alex Malinga              | UGA  | 1:03.06 |             |
| 67     | Christian Pflügl          | AUT  | 1:03.07 |             |
| 68     | Igor Teteryukov           | BLR  | 1:03.14 |             |
| 68     | Rik Ceulemans             | BEL  | 1:03.14 |             |
| 69     | Martin Beckmann           | GER  | 1:03.19 |             |
| 70     | Joe McAlister             | IRL  | 1:03.36 |             |
| 71     | Solomon Tsige             | ETH  | 1:03.48 |             |
| 72     | Fernando Cabada Jr.       | USA  | 1:03.52 |             |
| 73     | Aleksandr Moh             | KGZ  | 1:04.31 |             |
| 74     | Roland Kedves             | HUN  | 1:04.52 |             |
| 75     | András Juhász             | HUN  | 1:05.18 |             |
| 76     | Dániel Soos               | HUN  | 1:07.18 |             |
| 77     | Wilson Aquiro             | DOM  | 1:07.49 |             |
| 78     | Mark Brown                | GIB  | 1:12.11 |             |
| 79     | Badboni El-Safadi         | PLE  | 1:41.15 |             |
| —      | Paulo dos Santos          | BRA  | DNF     |             |
| —      | Yared Asmerom             | ERI  | DNF     |             |
| —      | Leshane Yegezu            | ETH  | DNF     |             |
| —      | Nicholas Kemboi           | QAT  | DNF     |             |
| —      | Martin Hhaway Sulle       | TAN  | DNS     |             |

Van de 84 aangemelde atleten, ging er 83 van start, waarvan er 79 de finish haalden.
| rang | team             | deelnemers                                                                             | tijd                                      | eindtijd |
| ---- | ---------------- | -------------------------------------------------------------------------------------- | ----------------------------------------- | -------- |
| 1    | Kenia            | Robert Kipchumba Wilson Kebenei Wilfred Taragon Fred Tumbo Patrick Makau Musyoki       | 56.41 57.15 57.22 (59.07) (59.54)         | 2:51.18  |
| 2    | Eritrea          | Zersenay Tadese Yonas Kifle Testayohannes Mesfen Kahsan Kidane Yared Asmerom           | 56.01 57.49 59.29 (1:01.34) DNF           | 2:53.19  |
| 3    | Ethiopië         | Deriba Ejigu Tadesse Woldegebrel Demssew Abebe Solomon Asfaw Lishan Fanta              | 57.27 59.23 (1:03.48) DNF                 | 2:54.17  |
| 4    | Qatar            | Mubarak Shami Essa Ismail Rashed Gamal Belal Salem Sultan Khamis Zaman Nicholas Kemboi | 57.33 58.31 58.55 (1:00.07) DNF           | 2:54.59  |
| 5    | Oeganda          | Wilson Busienei Martin Toroitich James Kibet Alex Malinga                              | 57.21 58.26 59.40 (1:03.06)               | 2:55.27  |
| 6    | Verenigde Staten | Ryan Hall Andrew Carlson Max King Joseph Driscoll Fernando Cabada                      | 57.54 1:00.12 1:00.26 (1:02.11) (1:03.52) | 2:58.32  |
| 7    | Frankrijk        | James Theuri Ali Ouadi Ibrahim Fouliyeh Simon Munyitu                                  | 59.11 1:00.15 1:00.53 (1:03.00)           | 3:00.09  |
| 8    | Japan            | Kazuo Ietani Masayuki Tomura Masatoshi Ibata Tomonori Michikata Kazuyoshi Shimozato    | 59.56 1:00.24 1:00.30 (1:02.29) (1:03.03) | 3:00.50  |

In totaal deden er dertien teams mee.

### Vrouwen

#### Individueel
| Rang   | Atlete                   | Land | Tijd    | Opmerkingen |
| ------ | ------------------------ | ---- | ------- | ----------- |
| Goud   | Lornah Kiplagat          | NED  | 1:03.21 | WR          |
| Zilver | Constantina Diţă-Tomescu | ROU  | 1:03.23 | NR          |
| Brons  | Rita Jeptoo              | KEN  | 1:03.47 | AR          |
| 4      | Dire Tune                | ETH  | 1:05.16 | NR          |
| 5      | Edith Masai              | KEN  | 1:05.21 |             |
| 6      | Kayoko Fukushi           | JPN  | 1:05.32 | NR          |
| 7      | Yurika Nakamura          | JPN  | 1:05.36 |             |
| 8      | Natalya Berkut           | UKR  | 1:05.42 |             |
| 9      | Souad Aït Salem          | ALG  | 1:06.11 |             |
| 10     | Teyba Erkesso            | ETH  | 1:06.15 |             |
| 11     | Anikó Kálovics           | HUN  | 1:06.20 |             |
| 12     | Gulnara Vygovskaya       | RUS  | 1:06.30 |             |
| 13     | Natalya Kurbatova        | RUS  | 1:06.33 |             |
| 14     | Eunice Jepkorir          | KEN  | 1:06.47 |             |
| 15     | Irina Timofejeva         | RUS  | 1:07.10 |             |
| 16     | Luminița Talpoș          | ROU  | 1:07.11 |             |
| 17     | Ashu Kasim               | ETH  | 1:07.19 |             |
| 18     | Anna Thompson            | AUS  | 1:07.23 |             |
| 19     | Ryoko Kizaki             | JPN  | 1:07.52 |             |
| 20     | Masami Sakata            | JPN  | 1:08.13 |             |
| 21     | Olesja Syreva            | RUS  | 1:08.14 |             |
| 22     | Simona Staicu            | HUN  | 1:08.17 |             |
| 23     | Alina Ivanova            | RUS  | 1:08.27 |             |
| 24     | Beáta Rakonczai          | HUN  | 1:08.38 |             |
| 25     | Mulu Seboka              | ETH  | 1:08.59 |             |
| 26     | Gloria Marconi           | ITA  | 1:09.05 |             |
| 27     | Susan Partridge          | GBR  | 1:09.17 |             |
| 28     | Lidia Şimon              | ROU  | 1:09.22 |             |
| 29     | Adriana Pirtea           | ROU  | 1:09.30 |             |
| 30     | Silvia Sommaggio         | ITA  | 1:09.33 |             |
| 31     | Kirsten Otterbu          | NOR  | 1:09.37 |             |
| 32     | Justyna Bak              | POL  | 1:09.48 |             |
| 33     | Paula Todorán            | ROU  | 1:09.57 |             |
| 34     | Živilė Balčiūnaitė       | LTU  | 1:10.10 |             |
| 35     | Ivana Iozzia             | ITA  | 1:10.27 |             |
| 36     | Selma Borst              | NED  | 1:10.37 |             |
| 37     | Lisa Weightman           | AUS  | 1:10.51 |             |
| 38     | Wendy Nicolls            | GBR  | 1:10.55 |             |
| 39     | Hafida Gadi-Richard      | FRA  | 1:11.07 |             |
| 40     | Annie Bersagel           | USA  | 1:11.25 |             |
| 41     | Ann Alyanak              | USA  | 1:11.48 |             |
| 42     | Erin Nehus               | USA  | 1:11.51 |             |
| 43     | Desireé Davila           | USA  | 1:11.56 |             |
| 44     | Lauren Shelley           | AUS  | 1:12.22 |             |
| 45     | Maria Rodrigues          | BRA  | 1:12.26 |             |
| 46     | Yodit Mehari             | ERI  | 1:12.27 |             |
| 47     | Merel de Knegt           | NED  | 1:12.32 |             |
| 48     | Sonja Friend-Uhl         | USA  | 1:12.41 |             |
| 49     | Stefania Benedetti       | ITA  | 1:12.57 |             |
| 50     | Susana Díaz Escobar      | MEX  | 1:13.09 |             |
| 51     | Petra Teveli             | HUN  | 1:13.24 |             |
| 52     | Maria Silva              | BRA  | 1:14.13 |             |
| 53     | Rosa Barbosa             | BRA  | 1:14.30 |             |
| 54     | Antonia da Silva         | BRA  | 1:15.16 |             |
| 55     | Zsuzsanna Vajda          | HUN  | 1:18.56 |             |
| 56     | Sara Abou Hassan         | EGY  | 1:19.55 |             |
| 57     | Maria Laura Bazallo      | URU  | 1:20.58 |             |

Alle 57 aangemelde atletes kwamen over de finish.

#### Team
| rang | team      | deelnemers                                                                        | tijden                                      | eindtijd |
| ---- | --------- | --------------------------------------------------------------------------------- | ------------------------------------------- | -------- |
| 1    | Kenia     | Rita Jeptoo Edith Masai Eunice Jepkorir                                           | 1:03.47 1:05.21 1:06.47                     | 3:15.55  |
| 2    | Ethiopië  | Dire Arissi Teyba Wako Ashu Rabo Mulu Seyfu                                       | 1:05.16 1:06.15 1:07.19 (1:08.59)           | 3:18.50  |
| 3    | Japan     | Kayoko Fukushi Yurika Nakamura Ryoko Kizaki Masamu Sakata                         | 1:05.32 1:05.36 1:07.52 (1:08.13)           | 3:19.00  |
| 4    | Roemenië  | Constantina Tomescu Luminiţa Talpoş Lidia Şimon Adriana Pirtea Paula Todoran      | 1:03.23 1:07.11 1:09.22 (1:09.30) (1:09.57) | 3:19.56  |
| 5    | Rusland   | Gulnara Wygowska Natalia Kurbatowa Irina Timofiejewa Olesia Syriewa Alina Ivanova | 1:06.30 1:06.33 1:07.10 (1:08.14) (1:08.27) | 3:20.13  |
| 6    | Hongarije | Anikó Kálovics Simona Staicu Beáta Rakonczai Petra Teveli Zsuzsanna Vajda         | 1:06.20 1:08.17 1:08.38 (1:13.24) (1:18.56) | 3:23.15  |
| 7    | Nederland | Lornah Kiplagat Selma Borst Merel de Knegt                                        | 1:03.21 1:10.37 1:02.32                     | 3:26.30  |
| 8    | Italië    | Gloria Marconi Silvia Sommaggio Ivana Iozzia Stefania Benedetti                   | 1:09.05 1:09.33 1:10.27 (1:12.57)           | 3:29.05  |

In totaal deden er elf teams mee.

## Afkortingen
- AR = Werelddeel record
- CR = Kampioenschapsrecord
- NR = Nationaal record
- PB = Persoonlijk record
- SB = Beste seizoensprestatie
- WR = Wereldrecord

1992 · 
1993 · 
1994 · 
1995 · 
1996 · 
1997 · 
1998 · 
1999 · 
2000 · 
2001 · 
2002 · 
2003 · 
2004 · 
2005 · 
2006 · 
2007 · 
2008 · 
2009 · 
2010 ·
2012 ·
2014 ·
2016 ·
2018